# Nadvučnik
Nadvučnik is een plaats in de gemeente Vrbovsko in de Kroatische provincie Primorje-Gorski Kotar. De plaats telt 32 inwoners (2001).